# Aldeas moriscas de Calanda
Alberit, Bergalmohada y Ladehesa fueron tres aldeas localizadas entre Calanda y Alcañiz y pobladas por moriscos.
Tras la Reconquista, el territorio fue disputado entre el obispado de Zaragoza y la naciente encomienda de Alcañiz de la orden de Calatrava. Finalmente, las aldeas fueron adscritas al territorio de la segunda en una concordia de 1276.
Se trataba de localidades agrícolas, dedicadas al cultivo del lino y cáñamo o ganaderas, como sugiere el nombre de Ladehesa. Probablemente se encontraran en la zona de la acequia vieja de Calanda, donde hay restos no excavados. La entrega de las localidades a la orden de Calatrava comprometía a estas a edificar iglesias y cementerios cristianos pero también bodegas y graneros.
La orden real de Pedro IV de Aragón que zanjaba la disputa implicaba la expulsión de los moriscos de la zona, con el fin de garantizar su población cristiana. Aun así, la pervivencia de población musulmana en la zona de Calanda es conocida hasta la expulsión de los moriscos de 1609-1613, en lo que podría haber sido el abandono definitivo de las localidades por la fuerte despoblación que sufrió Calanda.